# Camtasia

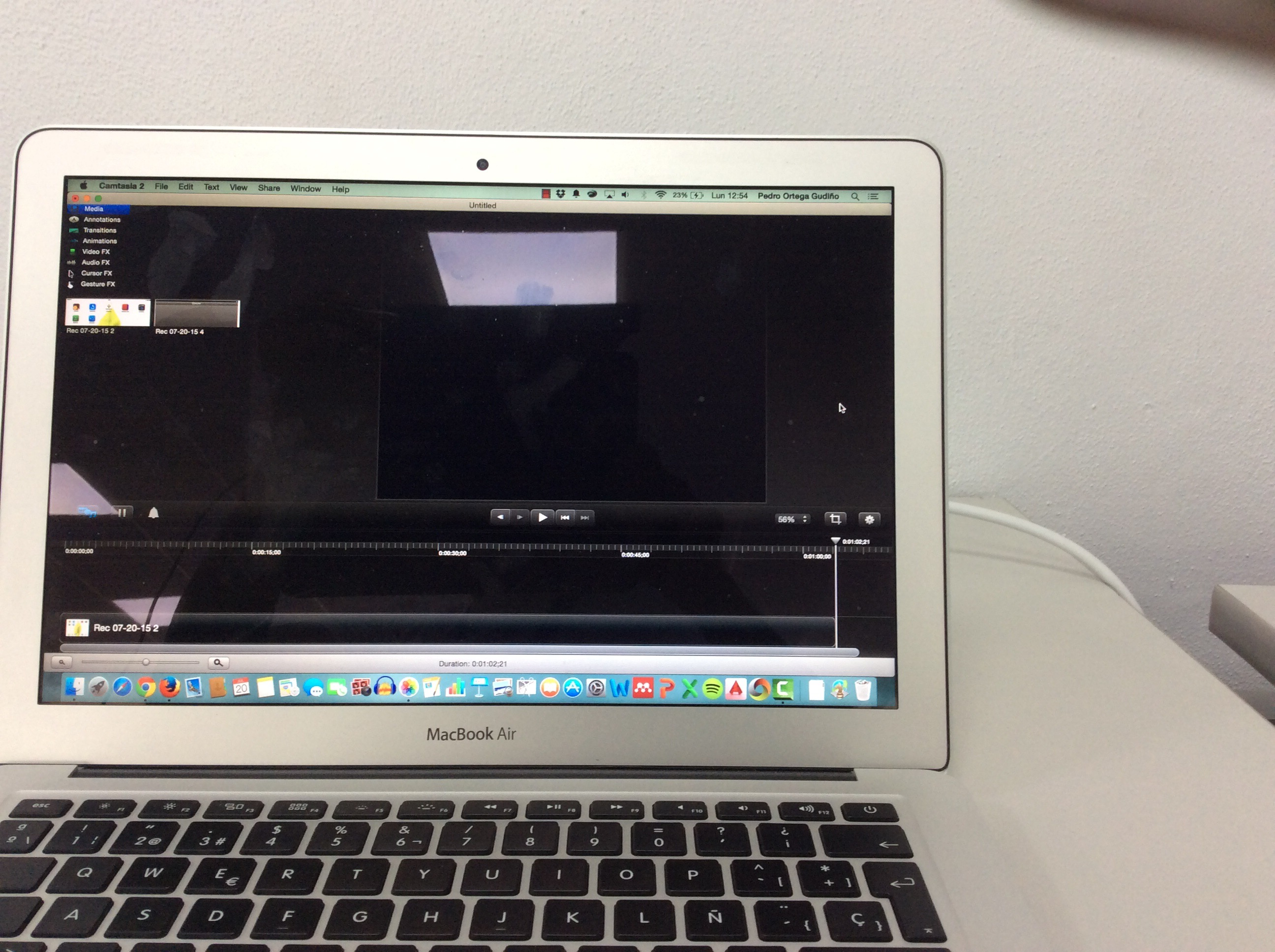
Camtasia 2 en MacBook Air.

Camtasia (pronunciación:  /kæmˈteɪʒə/), anteriormente Camtasia  Studio y Camtasia para Mac, es una suite o conjunto de programas, creados y publicados por TechSmith, para crear tutoriales en vídeo y presentaciones vía screencast, o a través de un plug-in de grabado directo en Microsoft PowerPoint. 
El área de la pantalla que se va a grabar se puede elegir libremente, y se pueden registrar otras grabaciones de audio o multimedia al mismo tiempo, o añadirse por separado de cualquier otra fuente e integrarse en el componente de Camtasia del producto. Ambas versiones de Camtasia empezaron como programas de captura de pantalla mejorados y han evolucionado para integrar herramientas de captura de pantalla y de post-procesamiento dirigidos al mercado de desarrollo educativo y de información multimedia.
Camtasia para Microsoft Windows está compuesto de dos componentes principales:
- Camtasia Recorder - una herramienta de captura de pantalla y audio independiente
- Camtasia Editor - el componente con el nombre del programa, que es ahora una herramienta multimedia con la interfaz estándar del "timeline" para manejar varios clips en una misma pista, además de las mejoras que aparecen resumidas a continuación.

## Funciones
Las funciones están estructuradas en torno a los tres pasos principales del flujo de trabajo del programa incluyen: grabar, editar y exportar/compartir.
El primer paso es grabar un vídeo (desde una específica región o en pantalla completa) con Camtasia Recorder. La configuración de resoluciones múltiples están permitidas.
El segundo paso es editar el vídeo en Camtasia, añadiendo transiciones y anotaciones con sus características y efectos de edición, como efectos de cursor y efectos visuales.
El tercer paso es exportar el vídeo producido como un archivo local (MP4 u otro tipo de archivo), o subirlo a una plataforma de medios o de intercambio de archivos como YouTube o Google Drive.

## Camtasia Recorder
En Camtasia Recorder, el usuario puede empezar a grabar y detener la grabación en cualquier momento en formato CAMREC. Los ficheros CAMREC se pueden guardar en un disco, o pueden ser importados directamente en Camtasia para editarlos. Camtasia Recorder permite grabar el audio al mismo tiempo que se graba la pantalla. Camtasia también es compatible con el doblaje de otras pistas de audio o de voz durante la postedición del vídeo.

## Camtasia Editor
En el editor de Camtasia  puedes importar ficheros en varios formatos a la biblioteca de clips y ordenarlos por tiempo y por pista usando el timeline, lo cual es bastante común en los editores de vídeo actuales. Se pueden añadir superposiciones de distintos tipos, incluyendo los ajustes que quiera hacer el usuario, como cuándo y cómo mostrar el cursor, o algunos efectos de visión panorámica y zum, como el efecto Ken Burns. Camtasia ofrece numerosas opciones para mejorar las sesiones de la pantalla grabada para atraer la atención con el cursor o para resaltar sección(es) de la pantalla; o para ilustrar mejor en la pantalla las acciones del presentador.
A pesar de ser considerado fácil de usar, este fue criticado por no poder procesar muchos archivos al mismo tiempo, resultando en frecuentes "crasheos".

## Renderizado y despliegue
Camtasia permite importar varios tipos de ficheros de vídeo y de audio, incluyendo MP4, WMA, WMV, WMA, AVI, WAV y el formato CAMREC de Camtasia, el cual solo se puede leer con este programa. El formato CAMREC es tan solo un contenedor para los distintos ficheros multimedia, incluyendo vídeo, imágenes, capturas de pantalla y efectos especiales. El vídeo resultante se puede exportar a los formatos de vídeo más comunes como MPEG-4, WMV y AVI.

## Categorías y uso
El programa contiene cuatro categorías según el uso del usuario:
1. Training: para el diseño de videotutoriales en un determinado tema.
2. Marketing y demos: publicitar videotutoriales en una web o a clientes.
3. Presentaciones: exposiciones de todo tipo según el contexto del usuario.
4. Educación: generación de contenidos adecuados al ámbito educativa, con herramientas útiles para favorecer la comprensión de los contenidos expuestos.